# Franciszek Wagner
Franciszek Wagner (ur. 7 sierpnia 1880 w Horní Jelení w Czechach, zm. 14 stycznia 1975 w Zakopanem) – pułkownik piechoty Wojska Polskiego, polski działacz sportowy, twórca potęgi sekcji narciarskiej Towarzystwa Sportowego „Wisła” działającej w Zakopanem, kawaler Orderu Virtuti Militari.

## Młodość i służba wojskowa
Franciszek Wagner urodził się 7 sierpnia 1880 roku w miejscowości Horní Jeleníony, w rodzinie urzędnika leśnego. Gimnazjum ukończył w Wiedniu. W latach 1901–1918 pełnił służbę w cesarskiej i królewskiej armii.
W 1919 roku został przyjęty do Wojska Polskiego z byłej armii austro-węgierskiej, z zatwierdzeniem posiadanego stopnia kapitana. 3 maja 1922 roku został zweryfikowany w stopniu podpułkownika ze starszeństwem z dniem 1 czerwca 1919 roku i 65. lokatą w korpusie oficerów piechoty. Od 2 lipca 1922 roku pełnił obowiązki dowódcy 3 pułku strzelców podhalańskich w Bielsku. Zainicjował sekcję narciarską w pułku. 31 marca 1924 roku został awansowany na pułkownika ze starszeństwem z dniem 1 lipca 1923 roku i 13. lokatą w korpusie oficerów piechoty.
W okresie przewrotu majowego w 1926 roku pozostał wierny złożonej prezydentowi RP przysiędze, w związku z czym wyruszył na czele swego pułku na odsiecz do Warszawy. Dowiedziawszy się w Radomiu o upadku legalnego rządu, wrócił do Bielska. 31 marca 1927 roku został powołany w skład Komisji Przyjęć Oficerów Rezerwy, w charakterze członka. W 1928 roku pozostawał w dyspozycji dowódcy Okręgu Korpusu Nr I. Z dniem 31 października 1928 roku został przeniesiony w stan spoczynku.

## Działalność sportowa
Po zakończeniu zawodowej służby wojskowej zamieszkał w Zakopanem i oddał się społecznej działalności sportowej. W 1929 został kierownikiem sekcji narciarskiej TS Wisła Kraków działającej w Zakopanem, a od 1930 pełnił funkcję kierownika oddziału towarzystwa w Zakopanem. Równocześnie zasiadał we władzach krakowskiego klubu (w latach 30. był jednym z wiceprezesów klubu, w tym w latach 1933–1934, I wiceprezesem). Był działaczem Polskiego Związku Narciarskiego, m.in. wiceprezesem rady narciarskiej (1932/1933) i członkiem zarządu rady (1937/1938/1939) oraz prezesem Podhalańskiego Okręgu Polskiego Związku Narciarskiego. Na Mistrzostwach Świata w narciarstwie w 1939 był kierownikiem konkursu skoków. Był organizatorem wielu zawodów sportowych, cenionym za swoją dokładność i rzetelność, doprowadził do wybudowania skoczni narciarskich: Galicowa Grapa w Poroninie, Nowym Targu i Szczawnicy.
Nazywano go „Pana Pulkownika”, gdyż jako Niemiec z pochodzenia stosunkowo słabo znał polski.
W przeddzień wybuchu II wojny światowej udał się na Węgry, gdzie przebywał w obozie dla polskich uchodźców. Pod koniec 1944 roku został internowany do oflagu Genzhagen koło Berlina. W lipcu 1945 roku powrócił do Zakopanego obejmując ponownie funkcję prezesa TS Wisła w Zakopanem. W grudniu 1947 przyznano mu tytuł honorowego prezesa TS Wisła Kraków. Po przejęciu "Wisły" Kraków przez pion "gwardyjski" został odsunięty od działalności w klubie. Działał następnie w sekcji narciarskiej MKKF Zakopane, był sędzią narciarskim. Został pochowany na cmentarzu przy ulicy Nowotarskiej w Zakopanem (kw. K6-3-2).

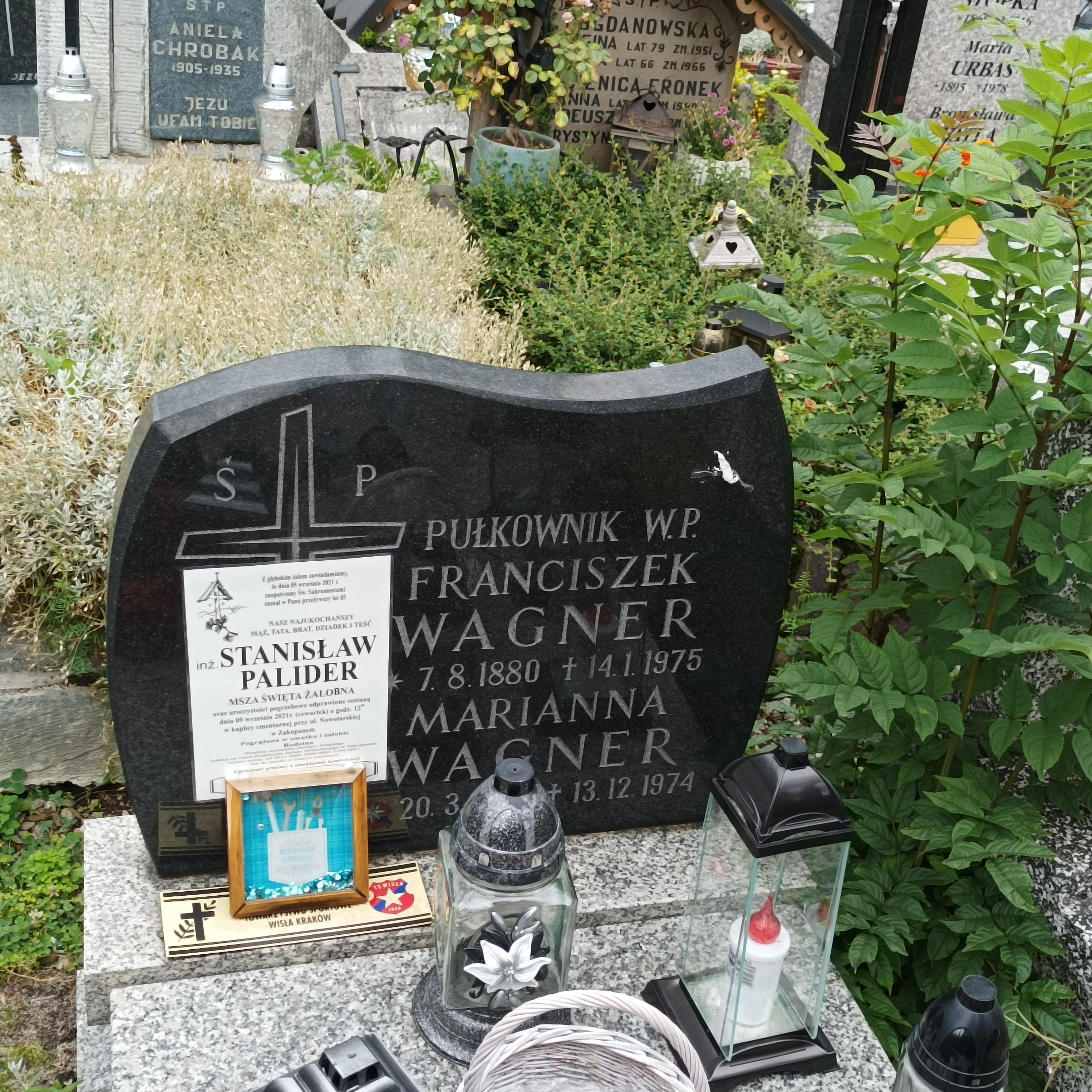
Grób płka Franciszka Wagnera na Nowym Cmentarzu w Zakopanem

## Ordery i odznaczenia
- Krzyż Srebrny Orderu Virtuti Militari (1921)[21]
- Krzyż Kawalerski Orderu Odrodzenia Polski[3]
- Krzyż Walecznych